# Brezovice (Valjevo)
Brezovice (em cirílico: Брезовице) é uma vila da Sérvia localizada no município de Valjevo, pertencente ao distrito de Kolubara. A sua população era de 416 habitantes segundo o censo de 2011.

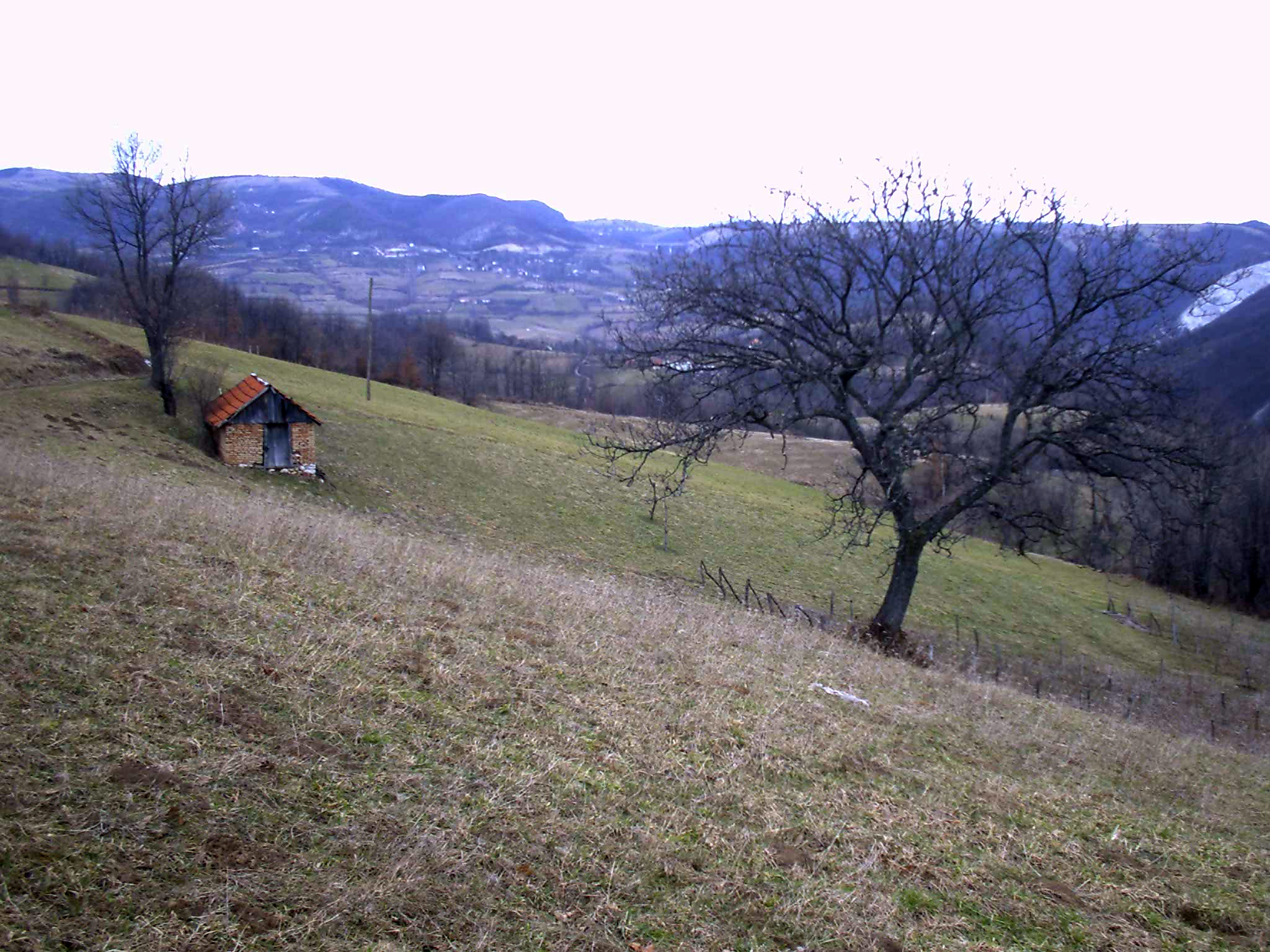
Brezovice - panorama
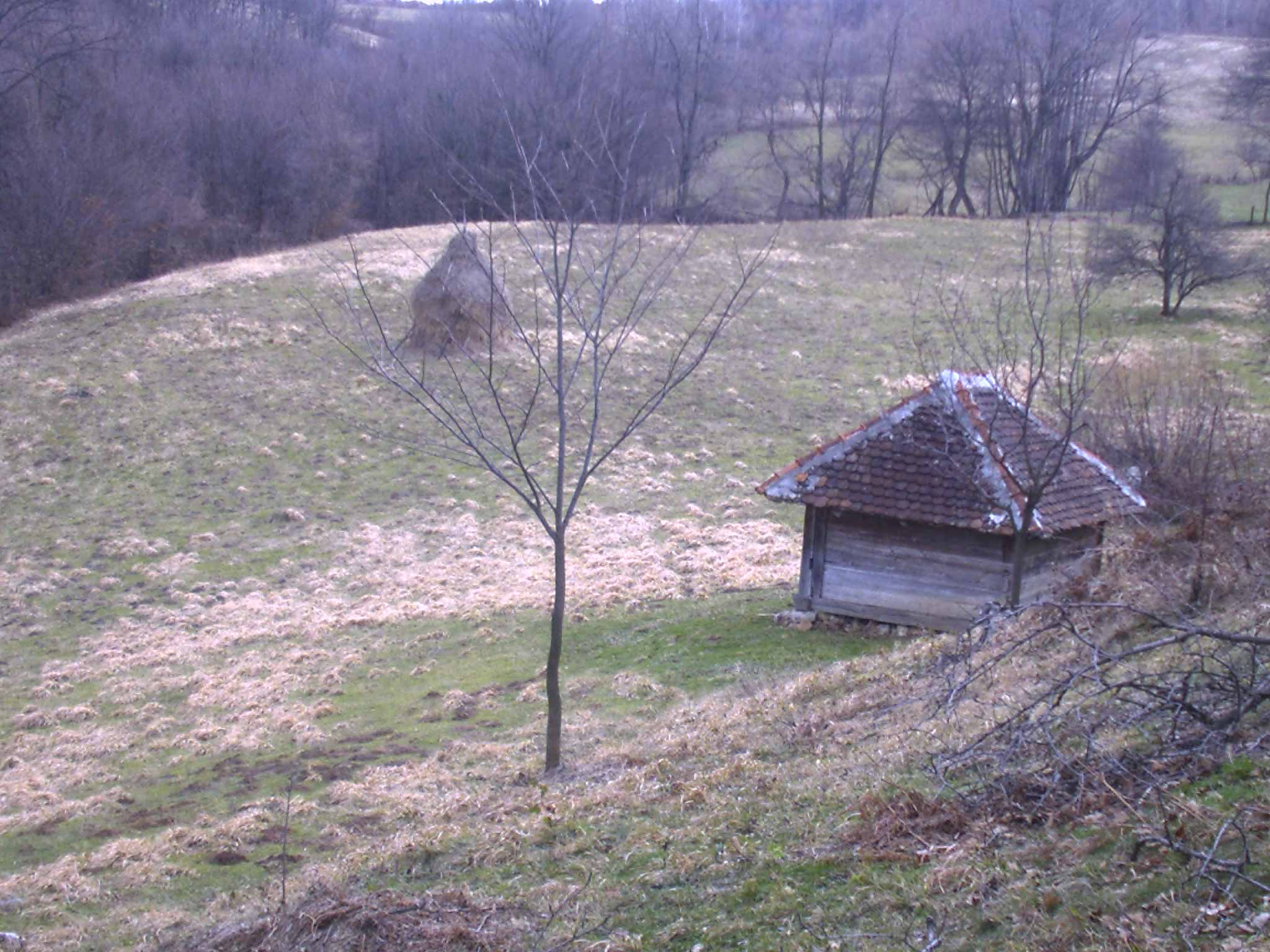
Brezovice - panorama
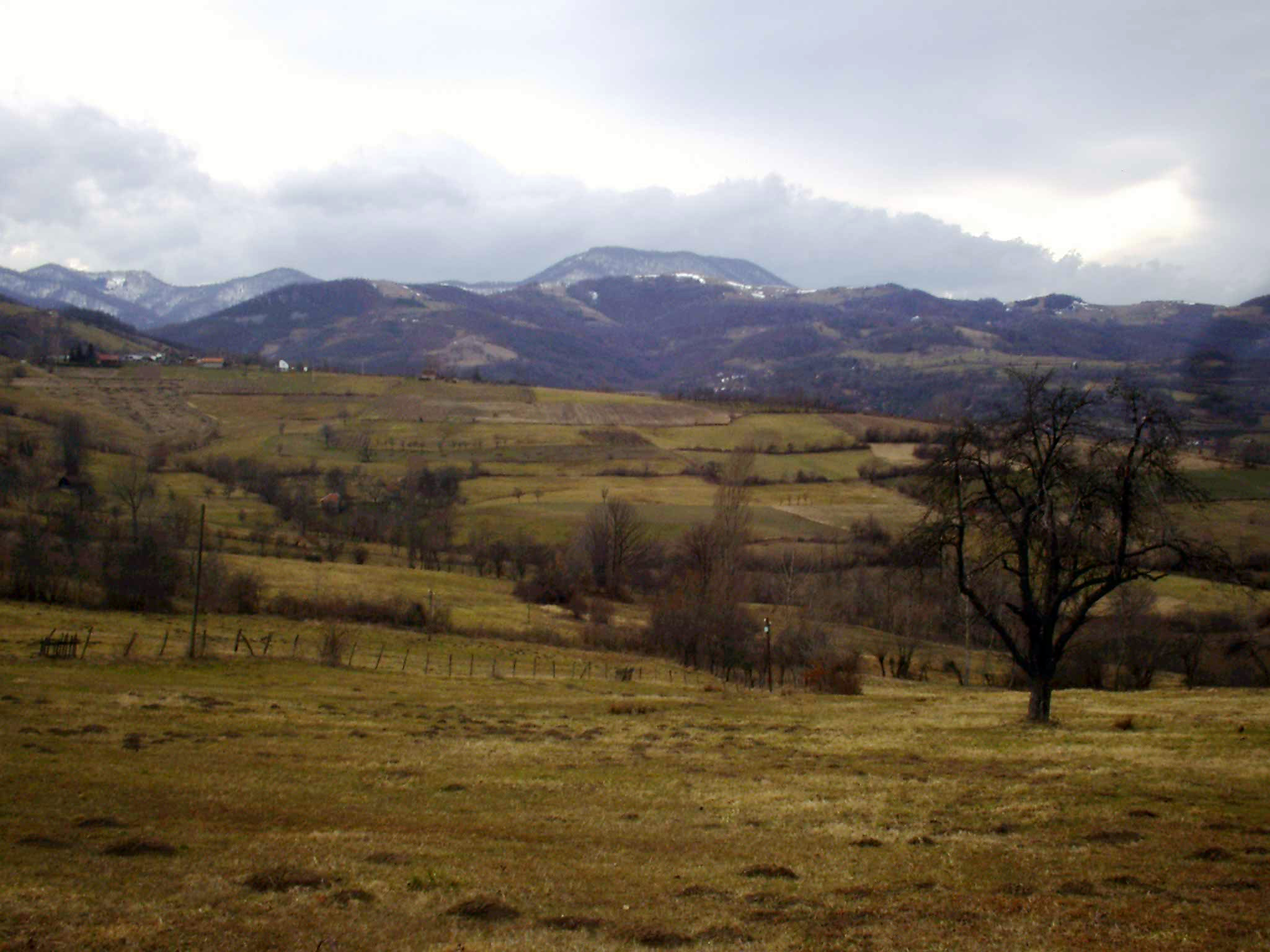
Brezovice - panorama
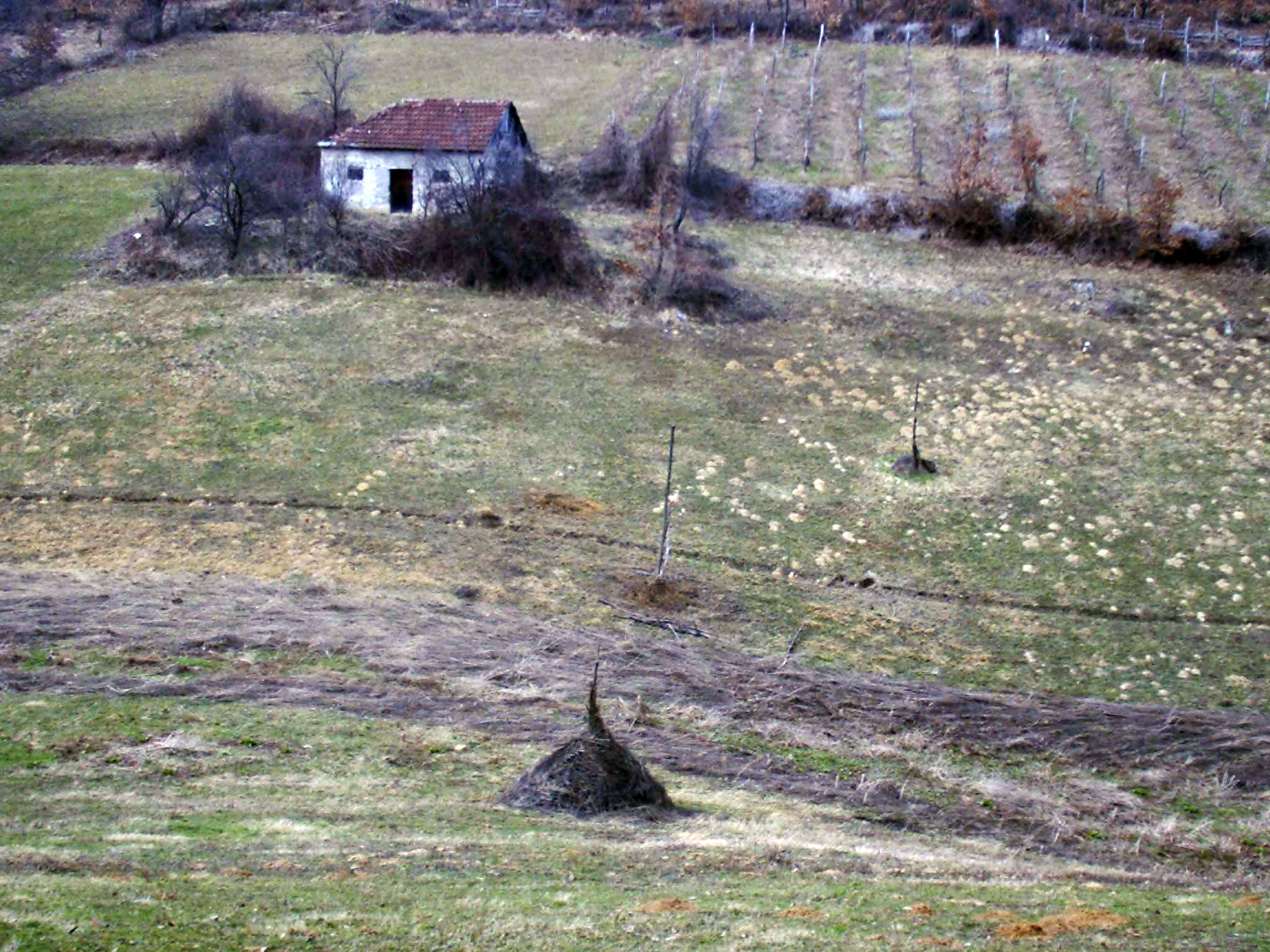
Brezovice - panorama
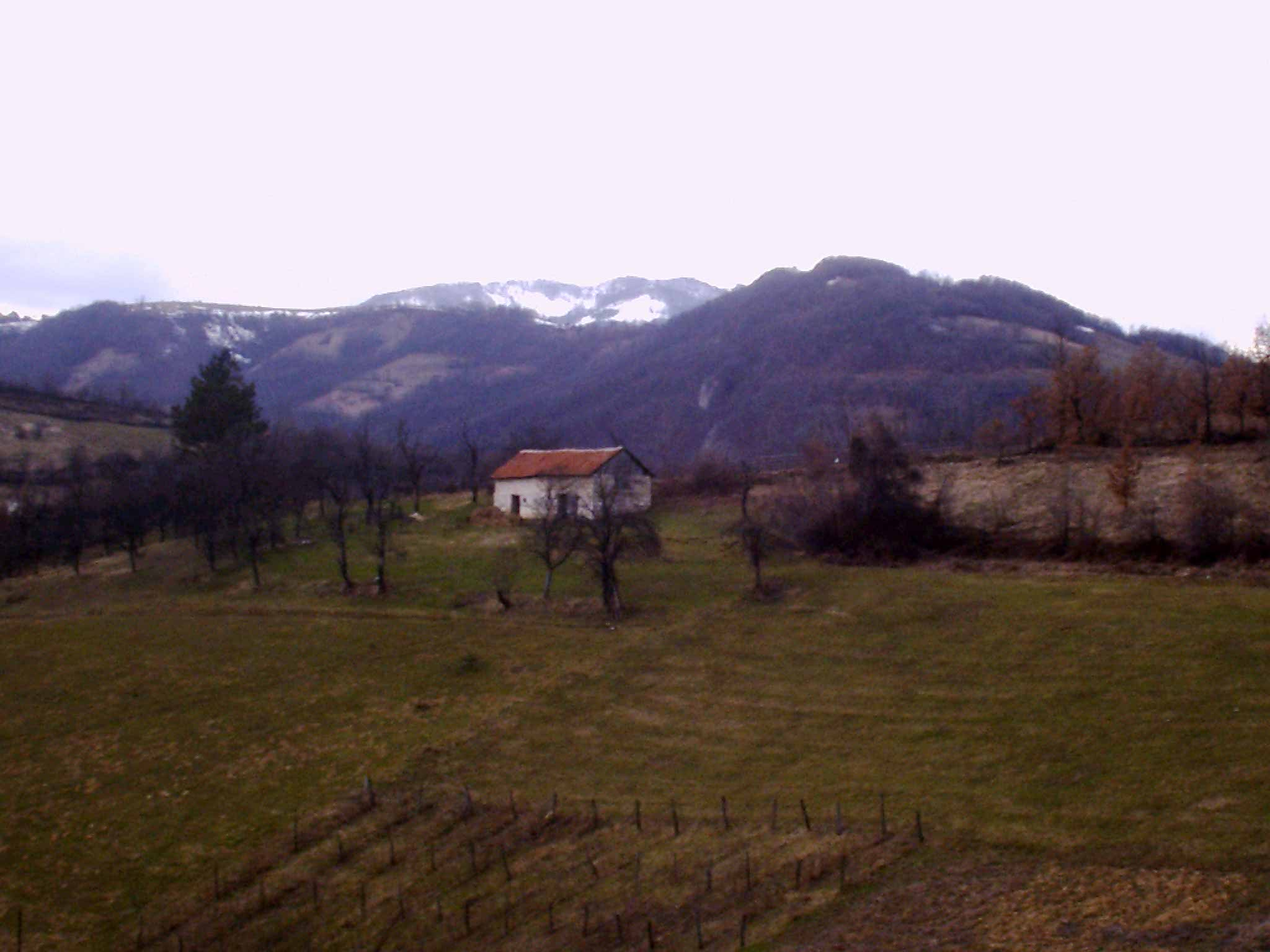
Brezovice - panorama
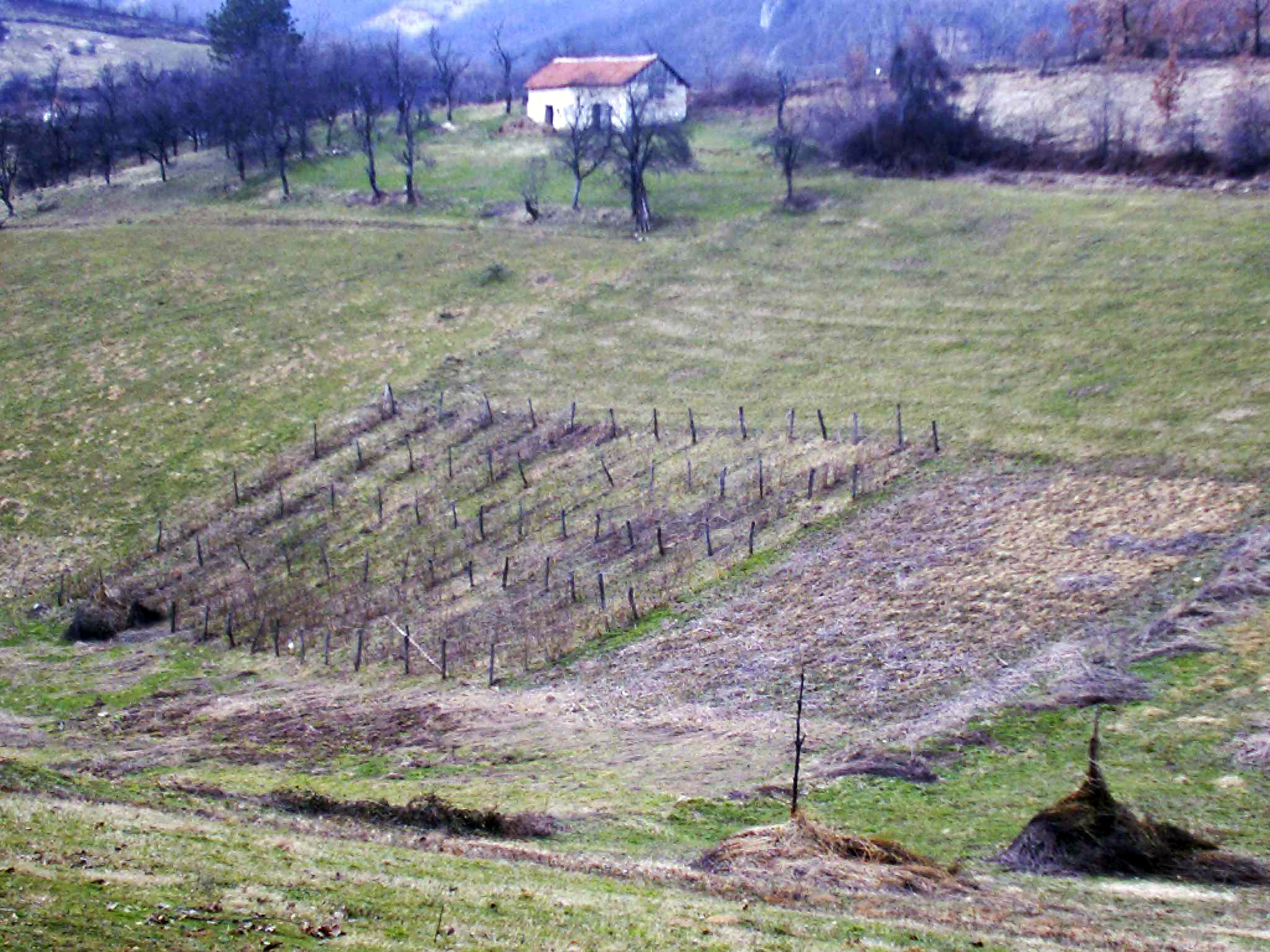
Brezovice - panorama
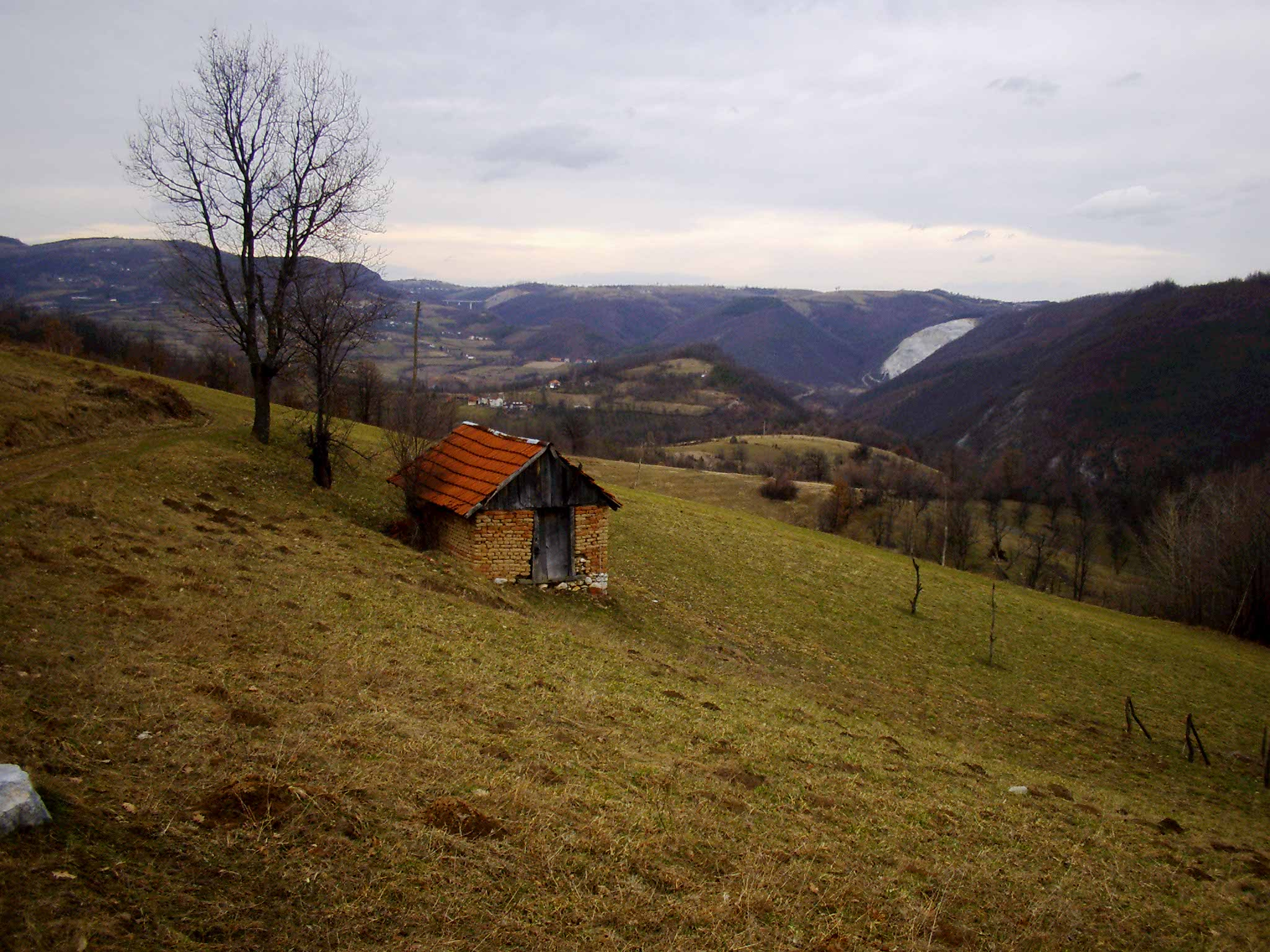
Brezovice - panorama

## Demografia
| 1948  | 1953  | 1961  | 1971 | 1981 | 1991 | 2002 | 2011 |
| ----- | ----- | ----- | ---- | ---- | ---- | ---- | ---- |
| 1 082 | 1 124 | 1 064 | 967  | 785  | 642  | 506  | 416  |